# Sargocentron ittodai
Sargocentron ittodai là một loài cá biển thuộc chi Sargocentron trong họ Cá sơn đá. Loài này được mô tả lần đầu tiên vào năm 1902.

## Từ nguyên
Từ định danh ittodai cũng là tên thông thường của loài cá này tại đảo Nhật Bản, cũng là nơi thu thập mẫu định danh, được ghép bởi hai âm tiết: itto (“đứng hàng đầu”), có lẽ đề cập đến sự bắt mắt của nó, và tai, một tên gọi chung đôi khi được áp dụng cho các thành viên của chi này.

## Phân bố và môi trường sống
S. ittodai có phân bố rộng khắp khu vực Ấn Độ Dương - Thái Bình Dương, từ Biển Đỏ và tỉnh KwaZulu-Natal (Nam Phi), cũng như các đảo quốc ngoài khơi Đông Phi, trải dài về phía đông đến quần đảo Marquises, ngược lên phía bắc đến Nhật Bản (gồm cả quần đảo Ogasawara), xa về phía nam đến bờ đông Úc (gồm cả đảo Giáng Sinh). S. ittodai cũng được ghi nhận tại Việt Nam cùng quần đảo Hoàng Sa và quần đảo Trường Sa.
S. ittodai sống trên các rạn san hô viền bờ, có thể được tìm thấy ở độ sâu đến ít nhất là 190 m.

## Mô tả
Chiều dài cơ thể lớn nhất được ghi nhận ở S. ittodai là 20 cm. Loài này có màu đỏ với các dải sọc đỏ và trắng dọc theo các hàng vảy cá (sọc đỏ hơi hẹp hơn so với sọc trắng). Tuy nhiên, sọc đỏ thường rộng hơn đối với các mẫu vật thu thập ở đảo Đài Loan và Nhật Bản.
Số gai ở vây lưng: 11; Số tia vây ở vây lưng: 13–14; Số gai ở vây hậu môn: 4; Số tia vây ở vây hậu môn: 8–10; Số vảy đường bên: 43–49.

## Sinh thái
S. ittodai là loài ăn đêm, thức ăn là động vật giáp xác (chủ yếu cua và tôm).

## Giá trị
S. ittodai là một thành phần của nghề đánh bắt thủ công và đánh bắt quy mô nhỏ.